# Andreas Ming
Andreas Ming (* 23. Januar 2000) ist ein Schweizer Unihockeyspieler, welcher beim Nationalliga-A-Verein Ad Astra Sarnen unter Vertrag steht.

## Karriere
Ming stammt aus dem Nachwuchs von Ad Astra Sarnen und debütierte Während der Saison 2018/19 in der ersten Mannschaft. Seit der Saison 2021/22 ist Ming fester Bestandteil der ersten Mannschaft.